# Jean Hyacinthe de Bouteiller
Jean Hyacinthe de Bouteiller est un homme politique français né le 27 juin 1746 à Saulx-lès-Champlon (Meuse) et décédé le 27 mars 1820 à Nancy (Meurthe-et-Moselle).

## Biographie
Issu d'une vieille famille du Barrois, Jean Hyacinthe de Bouteiller est le fils de Louis François de Bouteiller, capitaine au régiment de Navarre et chevalier de l'ordre royal et militaire de Saint-Louis.
Il est reçu avocat au Parlement de Metz le 20 décembre 1764, puis à Nancy en 1771.
Il devient conseiller au Parlement de Nancy en 1779,. Il est membre de l'académie de Nancy en 1776 et membre de l'assemblée provinciale de Lorraine de la noblesse à Nancy en 1789.
Membre de l'administration centrale du département de la Meurthe en l'an IV, il est démis de ses fonctions après le coup d’État du 18 fructidor an V.
Il est député de la Meurthe de 1805 à 1810 puis de 1815 à 1816, siégeant dans la majorité de la Chambre introuvable.
Il est premier président de la cour impériale de Nancy, en 1811, confirmé à ce poste sous la Restauration.
Il est le père de Charles de Bouteiller, général de division d'artillerie, et le grand-père d'Ernest de Bouteiller, député de la Moselle,.

## Distinctions
- Chevalier de la Légion d'honneur (24 août 1819)[4]

## Pour approfondir